# Conistra perspicua
Conistra perspicua är en fjärilsart som beskrevs av Rudolf Püngeler 1925. Conistra perspicua ingår i släktet Conistra och familjen nattflyn. Inga underarter finns listade i Catalogue of Life.